# Jacques Kraemer
Jacques Kraemer, né à Metz en 1938, est un comédien, metteur en scène et écrivain français. Il est élève à la rue Blanche et ensuite au Conservatoire national à Paris (1962), il fonde en 1963 le théâtre populaire de Lorraine.

## Biographie

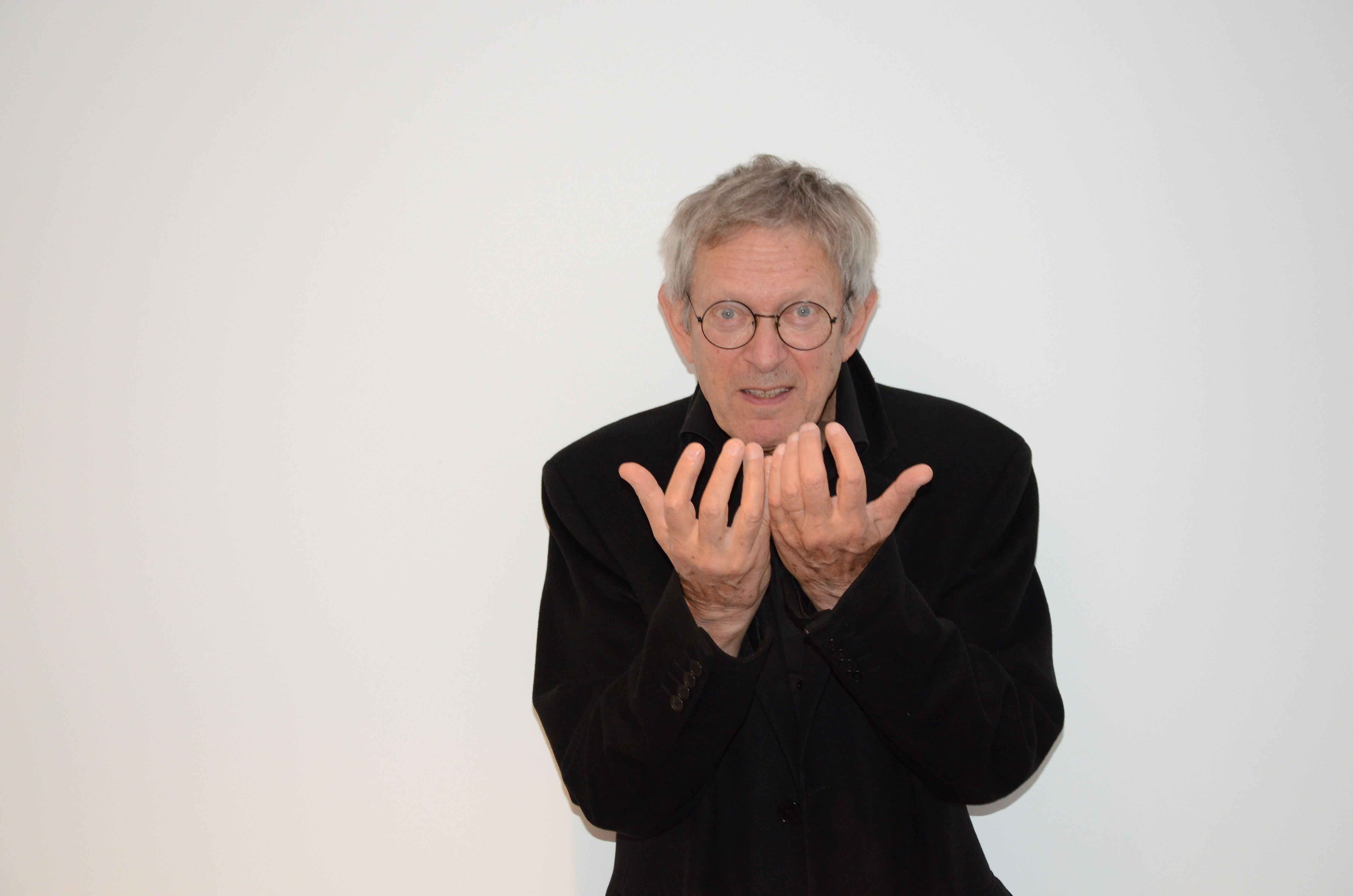

Il abandonne ses études de droit pour se consacrer au théâtre.
De retour en Lorraine il fonde en avril 1963, une compagnie de théâtre composée de comédiens professionnels. Il dépose les statuts d’une coopérative ouvrière, le Théâtre populaire de Lorraine (TPL). Une association « Les Amis du TPL » est créée. 
Le premier spectacle présenté par le TPL est Paolo Paoli d’Arthur Adamov, mis en scène par Jacques Kraemer, à l'Hôtel des Mines de Metz devant 800 spectateurs. Le gouverneur militaire de Metz, le général Jacques Massu, quitte la salle à l’entracte.
Le TPL obtient ses premières subventions des Conseils généraux lorrains. En 1966, André Steiger assure la codirection du TPL avec Jacques Kraemer. Le TPL œuvre pour un théâtre populaire et d’avant-garde. Par ailleurs, il tente d'instaurer le modèle organisationnel d’un Centre dramatique et assure une petite programmation et des animations dans le style des futures Maisons de la Culture (expositions, récitals poétiques, conférences, spectacles “chansons”). Il porte le théâtre jusque dans les plus petites villes lorraines où il n’y en avait jamais eu.
Il a été directeur du théâtre de Chartres. Par la suite il crée une compagnie dans cette ville.

## Théâtre

### Metteur en scène

#### Théâtre populaire de Lorraine
- Paolo Paoli, Arthur Adamov (1963)
- Soirée Aragon, montage scénique et poétique (1965)
- La Seconde surprise de l’amour, Marivaux (1965)
- Parlerie de Ruzzante qui revient de guerre, Ruzzante (1965)
- Bilora, Ruzzante (1965)
- Les Fourberies de Scapin, Molière (1966)
- Les Bâtisseurs d'empire, Boris Vian (1967)
- Le Menteur, Pierre Corneille (1968)
- Splendeur et misère de Minette la bonne lorraine, Jacques Kraemer (1969)
- Candide d'après Voltaire (1970)
- Les Mésaventures du petit vacancier parti pour la grande bleue dans sa voiture verte, Jacques Kraemer (1971)
- La Liquidation de Monsieur Joseph K., Jacques Kraemer (1971)
- Les Immigrés, Jacques Kraemer (1972)
- La Farce du Graully, Jacques Kraemer (1973)
- Le Retour du Graully, Jacques Kraemer (1974)
- Jacotte, Jacques Kraemer (1974)
- Les Ciseaux d'Anastasie, Jacques Kraemer (1974)
- Histoires de l'oncle Jacob, Jacques Kraemer (1975)
- Pourtant le soleil est là, Jacques Kraemer (1975)
- Noël de joie, Jacques Kraemer (1975)
- C'était..., Charles Tordjman (1978)
- Déménagement, Anne-Marie Brücher-Kraemer (1978)
- Flaminal Valaire, Maurice Regnaut, (1980)
- La Véridique Histoire de Joseph Süss Oppenheimer dit Le Juif Süss, Jacques Kraemer, (1981)
- XVIIIème la fureur du théâtre, Jacques Kraemer, (1981)
- Cage, Jacques Kraemer, (1981)

#### Compagnie Jacques Kraemer
- Le Rêve de d'Alembert d'après Denis Diderot, (1984)
- La Fille infortunée de Diderot, Jacques Kraemer, (1984)
- La Contrebasse, Patrick Süskind, (1986)
- La Force de l'habitude, Thomas Bernhard, (1986)
- Un homme qui savait, Emmanuel Bove, adaptation du livre par Anne-Marie Brücher-Kraemer (1987)
- Thomas B., Jacques Kraemer, (1987)
- Le Roi Lear, William Shakespeare, (1987)
- Il marche, Christian Rullier, (1991)
- Annabelle et Zina, Christian Rullier, (1991)

#### Théâtre de Chartres
- Le Délinquant, Louis Calaferte, (1993)
- Extérieur vie, Madeleine Laïk, (1993)
- Bettine, Alfred de Musset, (1994)
- Mademoiselle Julie, August Strindberg, (1996)
- Dom Juan, Molière, (1998)
- Thomas B., Jacques Kraemer, (1999)
- Le Golem, Jacques Kraemer, (1999)
- Le Home Yid, Jacques Kraemer, (2002)

#### Studio des Épars
- Dissident, il va sans dire & Nina, c'est autre chose, Michel Vinaver (2003)
- Agatha, Marguerite Duras  (2005)
- Phèdre Jouvet Delbo d'après Charlotte Delbo..., Jacques Kraemer (2006)
- Agnès 68, Jacques Kraemer  (2008)
- 1669 Tartuffe, Louis XIV et Raphaël Lévy, Jacques Kraemer (2011)
- Kassandra Fukushima, Jacques Kraemer (2012)
- Il aurait suffi..., Jacques Kraemer (2012)
- Le Fantôme de Benjamin Fondane, Jacques Kraemer (2014)

## Œuvres publiées
- Le retour du Graully – La farce du Graully, P. J. Oswald, septembre 1973.
- Les immigrés, P. J. Oswald, octobre 1973.
- La liquidation de Monsieur Joseph K. - Jacotte ou Les plaisirs de la vie quotidienne, P. J. Oswald, mai 1974.
- Noëlle de Joie - Les Ciseaux d’Anastasie, Pierre-Jean Oswald,  mai 1975[2].
- Déménagement (pièce de Anne-marie kraemer), La Liquidation de Monsieur Joseph K. , 1978, L'Avant-scène Théâtre, no 639,  (ISBN 2-7498-0152-4)
- C'était... / Minette la bonne Lorraine (avec Charles Tordjman), 1978, L'Avant-scène Théâtre, no 623,  (ISBN 2-7498-0145-1)
- Histoires de l'oncle Jacob / Les Ciseaux d'Anastasie, 1977, L'Avant-scène Théâtre, no 601,  (ISBN 2-7498-0130-3)
- Véridique Histoire de Joseph Süss Oppenheimer dit Le juif Süss / Oratorio pour une vie (avec Gabriel Cousin), L'Avant-scène
- Thomas B. , L'Avant-scène Théâtre, 1989, no 848,  (ISBN 2-7498-0289-X)
- Véridique Histoire de Joseph Süss Oppenheimer, L'Avant-scène Théâtre Éditions, 1982,  (ISBN 978-27-49801-82-7)
- Home Yid, L'Avant-scène Théâtre Éditions, 2003,  (ISBN 978-27-49809-15-1)
- Kassandra Fukushima, suivi de Prométhée 2071, L'harmattan, Théâtre des 5 continents, 2012,  (ISBN 978-22-96990-61-6)
- Trois nuits chez Meyerhold suivi de Cage, réédition, éditions Tituli, 2013,  (ISBN 979-10-92653-01-4)
- La Fille infortunée de Diderot suivi de Thomas B., réédition, éditions Tituli, 2014,  (ISBN 979-10-92653-65-6)

#### Articles
- Jean Mambrino, « Théâtre / Le Home Yid, de Jacques Kraemer, au Théâtre de l’Atalante, après le Théâtre de Chartres, puis en tournée », Études, t. 400,‎ mai 2004, p. 669-673 (lire en ligne).
- Micheline B. Servin, « Un 61e festival d'Avignon janusien », Les Temps Modernes, nos 645-646,‎ avril 2007, p. 323-384 (lire en ligne).
- Barbara Laborde, « Jean-Marc Leveratto, Cinéma, spaghettis, classe ouvrière et immigration », Questions de communication, no 19,‎ 2011, p. 308-310 (lire en ligne).
- Benoît Melançon, « Diderot, Tronchin et Internet », Recherches sur Diderot et sur l’Encyclopédie, no 47,‎ janvier 2012, p. 325-330 (lire en ligne).

#### Critiques
- Critique de la pièce Thomas B. par Les Trois Coups, 29 juillet 2014.
- Critique de la pièce Le Fantôme de Benjamin Fondane par Allegro Théâtre
- Critique de la pièce Le Fantôme de Benjamin Fondane par Horizons Centre Ile-de-France, 21 mars 2014.